# 天水堂 (杭州)
30°16′16.9″N 120°9′44″E / 30.271361°N 120.16222°E
天水堂是位于中国杭州的一座古老教堂，座落在该市天水街道中山北路与体育场路交叉处西南角的耶稣堂弄2号，由美南长老会差会开辟，是杭州最早的一所基督教堂，保存至今，也是杭州老市区目前7所对外开放的基督教堂之一。

## 历史
1860年，美南长老会差遣的第一批来华传教士胡思登、郝理美、司徒尔三人来到杭州，最初落脚在城南毗邻官员居住区的城隍山上，后来被要求搬迁到城北天水桥畔毁于太平天国战火的荒地。建造2间平房作为简易布道所，命名为胡郝礼拜堂。
直到1874年差会才得到经费，1875年，司徒尔主持，重建了礼拜堂，正式命名为天水堂，并在礼拜堂后面新建传教士住宅楼和男女学堂，形成一片占地80亩的建筑群。
1876年6月24日，司徒尔的长子司徒雷登出生在天水堂，在这里一直生活到11岁。1913年司徒尔病逝后，传教工作由华人牧师接替。
1958年实行联合礼拜，天水堂被关闭，由杭州链条厂占用。1984年4月5日，教会收回部分房屋，恢复聚会。经常参加礼拜的信徒约600人。天水堂还负责以堂带点，带领下城区基督教艮山、朝晖、东新、华丰等聚会点的圣工。
由于天水堂房屋年久失修，形成危房，1992年杭州市发改委立项，计划翻建。2009年3月29日，天水堂修缮工程开工，2009年9月25日，天水堂举行落成感恩礼拜。外观恢复原有粉墙黛瓦的中式风格，山墙角刻有百合花图案的砖雕。

## 周围
- 杭州圣母无原罪主教座堂（天主教）
- 中山北路
- 百井坊巷